# Carl Rogers

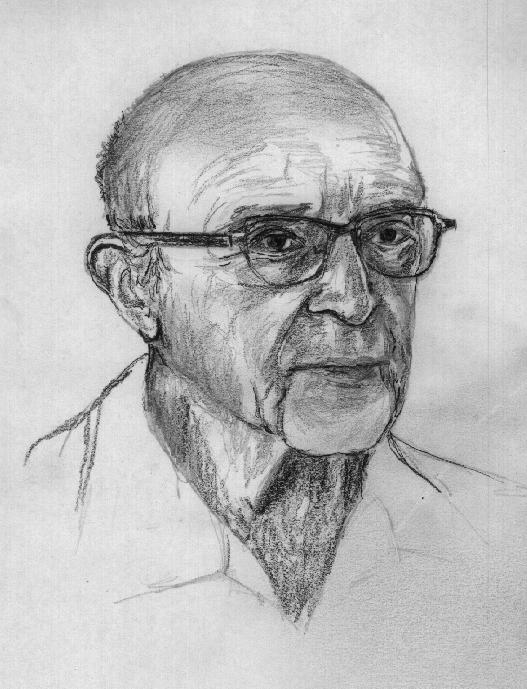
Carl Rogers (Zeichnung)

Carl Ransom Rogers (* 8. Januar 1902 in Oak Park, Illinois; † 4. Februar 1987 in La Jolla, Kalifornien) war ein US-amerikanischer Psychologe und Psychotherapeut, dessen herausragende Leistung in der Entwicklung der Personzentrierten Psychotherapie (auch: Klientenzentrierten Psychotherapie) und dem Ausbau der Humanistischen Psychologie besteht. Der von Rogers geschaffene Personzentrierte Ansatz ist heute unter anderem sowohl fester Bestandteil der Gesprächsführung im Rahmen von Therapiegesprächen, als auch in der generellen Gesprächsführung der alltäglichen pädagogischen Arbeit mit Klienten.

## Biographie
Rogers wurde 1902 in Oak Park, Illinois, einem Vorort von Chicago, als viertes von sechs Kindern geboren. Die Eltern, die „von eng fundamentalistischer Einstellung“ waren, kümmerten sich sehr um das Wohl der Kinder und kontrollierten deren Verhalten. Die häusliche Atmosphäre war durch „enge Familienbindungen“, „viel Arbeit“ sowie durch „strenge und kompromisslose religiöse und ethische“ Überzeugungen gekennzeichnet, so dass Rogers „ein ziemlich alleindastehender Junge [war], der ununterbrochen las“.
Nach seiner Schulzeit begann er sein Studium an der Universität von Wisconsin im Fachbereich Agrarwissenschaft, wechselte dann aber zur Theologie. Auf einer internationalen christlichen Studentenkonferenz, an der Rogers 1922 in China teilnahm, emanzipierte er sich von den religiösen Ansichten seiner Eltern, obwohl es ihm schwer fiel und die „interfamiliären Beziehungen“ (Anm.: bekanntes, fehlerhaftes Zitat; Rogers meinte vielmehr intrafamiliäre Beziehungen) dadurch sehr belastet wurden. Rogers bezeichnet diese sechsmonatige Reise nach dem Fernen Osten als den Zeitpunkt, zu dem er „ein unabhängiger Mensch“ wurde.
Ab 1924 besuchte er das liberale Union Theological Seminary in New York. Dort fand zu dieser Zeit ein von Studenten selbständig geführtes Seminar statt, das für Rogers „zutiefst befriedigend und klärend“ verlief und ihm half, seine eigene Lebensphilosophie zu finden. Zugleich wurde ihm aber klar, dass er nicht in einem Bereich arbeiten konnte, in dem verlangt wurde, „an eine bestimmte religiöse Doktrin zu glauben“. Er wechselte daher zum „Teachers College“, an dem er das Studium 1928 mit dem Mastergrad (MA) abschloss und schließlich 1931 promovierte. Am Teachers College galt Rogers’ besonderes Interesse dem Fachbereich Erziehungsberatung.
Während seiner Assistentenzeit am neu gegründeten „Institute for Child Guidance“ (Institut für Erziehungsberatung) lernte er die Ansichten des Kollegiums über die Psychoanalyse Freuds kennen.
Nach seiner Studienzeit nahm er eine Stelle am „Child Study Department of the Society for the Prevention of Cruelty to Children“ in Rochester, New York an. Rogers bemerkte dort sehr bald, dass eine Erziehungsberatungsstelle keinesfalls „einem Diagnostik-Service für Autos ähnlich“ sein sollte. In den zwölf Jahren seiner Tätigkeit als klinischer Psychologe mit delinquenten und unterprivilegierten Kindern stellte er immer mehr fest, „dass der Klient derjenige ist, der weiß, wo der Schuh drückt, welche Richtung einzuschlagen [ist], welche Probleme entscheidend, welche Erfahrungen tief begraben gewesen sind“. Beeinflusst und unterstützt wurde er neben seinen praktischen Erfahrungen durch die Arbeit einiger Sozialarbeiter in Rochester, die ebenfalls die Fähigkeit des Klienten zur eigenständigen Lösung ihrer Probleme betonten, und durch die Auffassungen des Freud-Schülers Otto Rank, der „besonders den Aspekt der Sicherheit und der Geborgenheit in der therapeutischen Beziehung“ betonte.
1940 erhielt Rogers für sein ein Jahr zuvor erschienenes Buch über die klinische Behandlung des Problemkindes eine Professur an der „Ohio State University“. Bei der Vermittlung seiner Ansichten über klinische Arbeit wurde ihm klar, dass er „einen ausgeprägten eigenen Standpunkt entwickelt hatte“. Daraufhin schrieb er das Buch „Counseling and Psychotherapy“, das 1941 veröffentlicht wurde. Darin beschreibt er die Methode der nicht-direktiven Beratung.
Während des Krieges arbeitete Rogers in New York und bildete Personen für die psychologische Betreuung von heimkehrenden Kriegsteilnehmern aus. Nach dem Krieg erhielt Rogers zunächst eine Gastprofessur an der University of Chicago und wurde schließlich dauerhaft berufen, um ein Beratungszentrum zu gründen.
1951 erschien das Buch „Client-Centered Therapy“ („Die klientenzentrierte Gesprächspsychotherapie“).
In den folgenden Jahren entwickelte Rogers seine Ansichten von einem nicht-direktiven zu einem klientenzentrierten Ansatz. Der Klient rückte also immer mehr in den Mittelpunkt seines Interesses.
In der Folge entstand daraus dann der personzentrierte Ansatz.
1957 bis 1963 war er an der University of Wisconsin im Bereich der Psychotherapieforschung tätig. 1961 wurde er in die American Academy of Arts and Sciences gewählt. Er initiierte ein umfassendes Projekt zur Psychotherapie bei Schizophrenie, gemeinsam mit Eugene T. Gendlin, Donald J. Kiesler und Charles B. Truax.
1961 erschien On Becoming a Person (deutsch: „Die Entwicklung der Persönlichkeit“), das wohl Rogers einflussreichstes Buch war. Rogers geht in diesem Buch ausführlich auf den Prozess der Persönlichkeitsentwicklung und darüber hinaus auf Anwendungsgebiete des personzentrierten Ansatzes ein. Nachdem er 1963 seinen Lehrauftrag als Professor für Psychologie und Psychiatrie an der Universität von Wisconsin zurückgegeben hatte, gründete er in La Jolla, einem Vorort von San Diego, Kalifornien, das Center for Studies of the Person. Ab 1964 beschäftigte sich Rogers in La Jolla mit sogenannten Encounter-Gruppen (wörtlich: „Begegnungsgruppen“). 1969 erschien dann das Buch Freedom to Learn („Lernen in Freiheit“).
In seinen letzten 15 Lebensjahren interessierte sich Rogers zunehmend für soziale Fragen und Friedenspolitik. Er engagierte sich im Konflikt irischer Katholiken und Protestanten, gründete 1985 das Carl Rogers Peace Project, und engagierte sich in Südafrika in der Rassenproblematik. Zwischenzeitlich setzte er sich außerdem mit der Möglichkeit und der Vermeidung eines atomaren Konflikts auseinander.
Anfang 1987 wurde Rogers für den Friedensnobelpreis nominiert. Er stürzte kurz nach seinem 85. Geburtstag und brach sich die Hüfte. Von der Operation erholte sich Rogers nicht mehr. Er starb am 4. Februar 1987 in La Jolla.

## Kernaussagen und Wirkung
Im Gegensatz zu Freud betonte Carl Rogers die Einzigartigkeit des Individuums. Er legte besonderen Wert auf Begegnung im voll-menschlichen Sinn – d. h. unter Einschluss der emotionalen Ebene, der nonverbalen Äußerungen, des gegenseitigen prinzipiellen Wohlwollens. Er hat das Konzept des Encounter = der Begegnung entwickelt sowie jene Definition von „Gefühl“, die zu Empathie, also einer Haltung verstehenden Zuhörens führt:
Gefühl ist eine spontane innere Reaktion in mir – auf eine Person, eine Örtlichkeit oder eine Situation, die ich erlebe oder an die ich denke.
Besondere Anliegen Rogers waren
- gute gegenseitige Beziehungen zwischen Eltern und ihren Kindern und
- stabile, vertrauensvolle Beziehungen zwischen Ehepartnern, die auch an Konflikten weiter wachsen können.

Anders als viele andere Psychotherapeuten sah Rogers von Grund an das Gute im Menschen. Zitat: Der Mensch ist gut.
Seine von einem humanistischen Menschenbild geprägten Arbeiten hatten Auswirkungen auf viele Bereiche der angewandten Psychologie, der Soziologie, Pädagogik, Sozialen Arbeit, Seelsorge und der Medizin.
Rogers war nicht nur selbst gefragter Psychotherapeut, sondern gründete und erlebte viele Encounter-Gruppen (der Begriff stammt von Viktor Frankl), schrieb motivierende Bücher, hielt Vorträge und vieles mehr. Zu Rogers’ Schülern zählen u. a. Eugene T. Gendlin als Nachfolger an der Universität von Wisconsin, Reinhard Tausch, Peter F. Schmid, Marshall B. Rosenberg, Thomas Gordon, Frank Farrelly und Pio Scilligo.
Im späteren Verlauf seiner akademischen Karriere entwickelte er, basierend auf seinen Beratungskonzepten, auch entsprechende Lernkonzepte.

## Die Persönlichkeitstheorie

### Grundlegende Annahmen
Grundgedanke der Persönlichkeitstheorie/Personzentrierten Theorie von Rogers ist das Streben des Menschen nach Selbstverwirklichung und Selbstaktualisierung. Dieses Streben nach Selbstaktualisierung ist das grundlegende menschliche Bedürfnis, „sich auszuweiten, auszudehnen, zu entwickeln, autonom zu werden, zu reifen“, sowie das Streben nach Autonomie, weg von äußerer Kontrolle und Zwängen. Rogers beschreibt dieses Bedürfnis in seinem bekannten Gleichnis von den Kartoffeln im Keller. Sobald auch nur etwas Licht auf die Kartoffeln im Keller fällt, beginnen diese auszutreiben, obwohl das in dieser Situation gar keinen Sinn mehr ergibt. Aktualisierungstendenz meint also das unbedingte menschliche Bestreben unter allen Umständen, auch unter den lebensfeindlichsten, zu wachsen und zu leben.
Der Mensch setzt sich im Kindes- und Jugendalter mit seiner Umwelt auseinander, und die hierbei erlebten Wahrnehmungen, Eindrücke und Erlebnisse (Erfahrungen) beeinflussen die Entwicklung des Selbstkonzeptes (das Selbst einer Person). Es kann sowohl ein negatives als auch ein positives Selbstkonzept entwickelt werden. Dabei spielen Beziehungsbotschaften eine entscheidende Rolle. Erfährt das Kind in früher Kindheit hohe Wertschätzung durch bedingungsfreie Zuwendung, Echtheit der erziehenden Personen und Empathie (Einfühlungsvermögen oder Hineinversetzen in andere Personen/Kinder) und darf das Kind seine echten Gefühle wie Wut, Ärger, Zorn und Trauer zulassen und zeigen, kann sich eine hohe Selbstachtung und daraus ein positives Selbstkonzept entwickeln. Bei geringer Wertschätzung entsteht im Kind eine mindere Selbstachtung und daraus wahrscheinlich ein negatives Selbstkonzept.
Das Selbstkonzept beinhaltet das Ideal-Selbst (die Erwartungen der Gesellschaft an den Menschen sowie Eigenschaften und Fähigkeiten, auf die die Person selbst den größten Wert legt) und das Real-Selbst (Eigenschaften/Fähigkeiten, die der Mensch glaubt zu haben). Die beiden Pole (Ideal-Selbst und Real-Selbst) dürfen hierbei nicht zu weit voneinander abweichen, da es sonst zu Minderwertigkeitsgefühlen oder anderen psychischen Störungen kommen kann.
Auch ist das Selbstkonzept verantwortlich dafür, wie der Mensch mit neuen Erfahrungen umgeht, ob diese angenommen oder ignoriert werden. Bsp.: Die aktuellen Erfahrungen und das Selbstkonzept der Person stimmen nicht überein. Eine Person mit positivem Selbstkonzept passt ihr Selbstkonzept den neuen Erfahrungen an. Erfahrungen, die Selbstaktualisierung ermöglichen, werden als positiv bewertet und weiterhin angestrebt. Eine Person mit negativem, bzw. beschädigtem Selbstkonzept wehrt bedrohliche Erfahrungen durch Verleugnung oder Verzerrung ab. Erfahrungen, die eine Selbstaktualisierung erfordern, werden negativ bewertet und vermieden.

### Entwicklung eines positiven Selbstkonzepts
Laut Rogers gibt es sieben wesentliche Botschaften, welche die Eltern im Laufe der Erziehung an den Heranwachsenden senden müssen, um die Entwicklung eines positiven Selbstkonzeptes zu begünstigen.
Ungeschuldete Liebe
die Einstellung der Eltern muss sein, das Kind zu lieben, so wie es ist. Darunter versteht man, dass die elterliche Liebe nicht an Bedingungen geknüpft werden darf. Vor allem nicht an Bedingungen, welche das Kind nicht im Stande ist zu erreichen.
Wertschätzung
ist entscheidend und zeigt sich durch die Partnerschaftlichkeit der Eltern mit dem Kind und durch die Berücksichtigung der kindlichen Bedürfnisbefriedigung. Hierzu gehört auch, dass die Eltern das Kind in das Aufstellen von Regeln, dem Alter entsprechend, miteinbeziehen.
Echtheit und Interesse
sind außerdem für ein positives Selbstkonzept wesentlich. Eltern sollten ein ehrliches Interesse an der positiven Entwicklung des Kindes zeigen. Zudem soll sich die Außendarstellung der Eltern nicht stark vom Verhalten gegenüber dem Kind unterscheiden (Vermeidung der Künstlichkeit).
Autonomie
Wichtig ist auch, ob ein Kind Autonomie genießt oder unter ständiger Kontrolle leidet. Autonomie bedeutet hier ein Vertrauen in das Kind und die Unterstützung der freien Entfaltung. Ständige Bevormundung, Kontrolle, Überprüfung und Zwang sind zu vermeiden.
Anregung und Unterstützung
Es ist die Aufgabe der Eltern, dem Kind Anregung und Unterstützung zu gewähren.
Sicherheit, Geborgenheit und Zuverlässigkeit
Des Weiteren sind Sicherheit, Geborgenheit und vor allem Zuverlässigkeit zentrale Voraussetzungen, auf die Kinder in ihrer Entwicklung angewiesen sind.
Zulassen von Gefühlen
Sehr von Bedeutung ist vor allem auch das Zulassen von Gefühlen. Kindern muss es erlaubt sein, Gefühle zuzulassen. Auch solche, die negativer Natur sind, wie etwa Angst oder Enttäuschung und Trauer. Werden diese Gefühle bzw. das Zeigen dieser Gefühle von den Eltern sanktioniert und unterdrückt, so begünstigt dies die Entwicklung eines negativen Selbstkonzeptes.

## Die nicht-direktive Gesprächspsychotherapie
Rogers ist der Begründer der „nicht-direktiven Gesprächspsychotherapie“. Rogers fertigte als erster Gesprächsprotokolle von therapeutischen Gesprächen an und versuchte herauszufinden, wann er in der therapeutischen Situation hilfreich sein konnte. Das zentrale Merkmal ist für Rogers „das Zutagefördern jener Gedanken und Einstellungen, Gefühle und emotional belastenden Impulse, die sich um die Probleme und Konflikte des Individuums konzentrieren. … Der Berater muss wirklich imstande sein, dem Klienten die Freisetzung zu ermöglichen, damit es zu einem angemessenen Ausdruck der grundlegenden Probleme seiner Situation kommt.“
Zu Beginn des Therapieprozesses steht die Suche des Klienten nach Hilfe. Damit versucht jener, die Verantwortung für die Lösung seiner Probleme dem Berater/Therapeuten zuzuschieben.
Im zweiten Schritt, in dem der Berater definiert, dass er keine Patentlösung bereithält, aber dem Klienten helfen will, Lösungen zu erarbeiten, kommt es im gelungenen Gespräch dazu, dass der Klient die Verantwortung für seine Probleme wieder an sich nimmt. Er schildert dem Therapeuten seine Probleme, und jener ermutigt ihn dazu, alle Gedanken und Gefühle auszudrücken (Selbstexploration). In dieser Phase akzeptiert der Berater die Erklärungen des Klienten und versucht, ihm zu einer klareren Sicht seiner Probleme zu verhelfen: Er verbalisiert das, was der Klient ausgedrückt hat – auch und vor allem in Bezug auf die Gefühle –, so dass jener sich vollkommen verstanden fühlt: „Ja, genau so habe ich es gemeint.“
Durch das tiefe Verstehen kann sich der Klient mit der Zeit öffnen und neben seinen negativen Gefühlen auch positive Gefühle entdecken. Der Berater hilft dem Klienten auch hier, diese positiven Gefühle bewusst wahrzunehmen; er akzeptiert sie in gleicher Weise wie vorher die negativen Gefühle.
Diesem Prozessschritt folgt die Entwicklung positiver Impulse und kleiner Schritte mit neuen Erfahrungen unter dem Eindruck dieser positiven Impulse. Schließlich entwickelt der Klient Einsicht in sein So-Sein, wie er ist, und kann nun mit dem Berater darangehen zu überlegen, wie und was er ändern möchte. Die Funktion des Beraters besteht darin, „die verschiedenen zur Verfügung stehenden Möglichkeiten zu klären und die Angst und die Mutlosigkeit, die das Individuum fühlt, anzuerkennen. Seine Funktion ist es nicht, zu einem bestimmten Ablauf zu drängen oder Ratschläge zu erteilen“.
Schließlich folgen den positiven Gefühlen auch Handlungen in die neue Richtung, die der Klient einschlagen will. Da er ja selbst diese Handlungen entwickelt hat, mit dem Berater Für und Wider durchgespielt hat, überlegt hat, „was ist, wenn …“, ist die Aussicht auf erfolgreiches Handeln groß. Mit diesem Erfolg beginnt das Individuum neues Vertrauen in sich zu fassen. Die Einsicht in sein ‚früheres‘ Handeln nimmt zu und neues, verändertes Handeln wird immer wahrscheinlicher. Dies führt zu steigender Unabhängigkeit vom Therapeuten und schließlich zur Beendigung der Therapie. Rogers beschreibt das letztliche Auftauchen konstruktiver Handlungsmöglichkeiten als einen der faszinierendsten Aspekte seiner Therapie.

## Schriften
- Counselling and Psychotherapy Boston 1942.
  - deutsch: Die nicht-direktive Beratung. München 1972, ISBN 3-463-00535-2.
- On becoming a person.
  - deutsch: Entwicklung der Persönlichkeit: Psychotherapie aus der Sicht eines Therapeuten. Übersetzt von Jacqueline Giere. 13. Auflage. Klett-Cotta, Stuttgart 2000, ISBN 3-608-95197-0 (2006: ISBN 3-608-94367-6; Standardwerk).
- Partnerschule: Zusammenleben will gelernt sein – das offene Gespräch mit Paaren und Ehepaaren. Fischer, 1991, ISBN 3-596-42236-1.
- Der neue Mensch. 5. Auflage. Klett-Cotta, Stuttgart 1993, ISBN 3-608-95230-6 (Rogers Alterswerk).
- Lernen in Freiheit: Zur Bildungsreform in Schule und Universität. Kösel, München 1984, ISBN 3-466-42042-3.
- Gespräch mit Martin Buber. 1957 (genaue Fundstelle siehe dort).
- zusammen mit Barry Stevens: Person to Person. Real People Press, 1967.
  - deutsch: Von Mensch zu Mensch: Möglichkeiten, sich und anderen zu begegnen. Junfermann, Paderborn 1984; Neuauflage: Peter Hammer, Wuppertal 2001, ISBN 3-87294-873-3.
- A Theory of Therapy, Personality.
  - deutsch: Eine Theorie der Psychotherapie. Ernst Reinhardt, München 2009, ISBN 3-497-01990-9.

## Dokumentationen
- 1969: Journey Into Self von William McGaw (englisch; Oskar 1969 als „Bester Dokumentarfilm“).